# Danmarks Statistik
Danmarks Statistik (abbrebiato DS) è l'istituto di statistica governativo della Danimarca, dipendente dal Ministero degli Affari Economici e Interni. L'ente è responsabile dello studio statistico della società danese, del bilancio commerciale e della demografia.
Danmarks Statistik è riconosciuta a livello internazionale per il suo ampio uso di registri pubblici nella produzione statistica. I censimenti vengono interamente prodotti a partire dai registri dal 1981.